# Breda 38
Pour les articles homonymes, voir Breda (homonymie).
La Breda 38, dans sa désignation originelle mitragliatrice Breda calibro 8 modello 38 per carri armati, également appelée Breda Mod. 38, est une mitrailleuse italienne, tirant des cartouches de calibre 8 mm. Comme son nom l'indique, elle a été produite à partir de 1938 et a servi au cours de la Seconde Guerre mondiale.
Dérivée de la Breda Mod. 37, elle est destinée à équiper des véhicules blindés. Elle a équipé les chars Fiat L6/40, Fiat M11/39 et Fiat M13/40, ainsi que l'automitrailleuse Lancia Lince. Après la reddition italienne, les Allemands en ont fait usage sous l'appellation Kampfwagen-Maschinengewehr 350(i).
Cette mitrailleuse a également servi comme mitrailleuse d'infanterie.